# Blumfeld (Rockband)
Blumfeld war eine deutschsprachige Hamburger Rockband. Sie zählte von 1990 bis zu ihrer Auflösung 2007 zu den wichtigsten Vertretern der Stilrichtung Hamburger Schule und gilt als eine der einflussreichsten und erfolgreichsten Bands der deutschen Indie-Szene.

## Geschichte
Blumfeld wurde im Frühjahr 1990 von Mitgliedern der aufgelösten Bands „Der Schwarze Kanal“ (Rattay, Bohlken, der Name spielt auf eine DDR-Fernsehsendung an) und Die Bienenjäger (Distelmeyer) gegründet. Die Band Blumfeld ist nach der Hauptfigur einer Kurzgeschichte von Franz Kafka benannt (Blumfeld, ein älterer Junggeselle). Laut Distelmeyer sollte der Name ein Familienname (ähnlich den Ramones) sein. Mehrere Alben wurden von Chris von Rautenkranz produziert.
Im Januar 2007 gaben Blumfeld bekannt, Sänger Jochen Distelmeyer habe in Absprache mit den anderen Mitgliedern beschlossen, die Band aufzulösen. Vor ihrer Auflösung ging die Band im April und Mai 2007 auf Abschiedstournee. Ihr letztes Konzert fand am 25. Mai 2007 in ihrer Heimatstadt Hamburg statt. Distelmeyer kündigte im Juli 2009 den Start einer Solokarriere an, sein Solodebüt Heavy erschien am 25. September 2009. Zum 20-jährigen Jubiläum der Platte L’état et Moi gingen Blumfeld im August/September 2014 in Originalbesetzung auf Tour.
Im Rahmen des Lieblingsplatte-Festivals traten Blumfeld in Originalbesetzung und zusätzlich mit Tobias Levin an der zweiten Gitarre und Daniel Florey am Keyboard und dritter Gitarre am 16. Dezember 2017 in Düsseldorf auf. Am 15. Februar 2018 verkündete die Band, dass Jochen Distelmeyer mit Eike Bohlken, Andre Rattay und Tobias Levin als Gast-Gitarrist 2018 auf eine „Love Riots Revue Tour“ geht. Ob die Band noch einmal neues Material veröffentlicht, wurde nicht bestätigt.

## Stil
Ihr ursprünglich stark von Gitarrenfeedback geprägter Sound wandelte sich nach einer Umbesetzung der Band Mitte der 1990er Jahre zu einem eher poporientierten Sound. Als musikalischen Einfluss der Anfangsphase gibt Distelmeyer Hip-Hop der 1980er und 1990er an. Später wandte er sich stärker dem Blues zu.
Wichtigstes Merkmal sind die verschachtelten, von Sänger Distelmeyer teilweise in Sprechgesang vorgetragenen deutschen Texte, die in bildhafter Sprache eigene Gefühlswelten mit Gesellschaftskritik verknüpfen. Nicht zuletzt wegen ihrer ausgefeilten Texte wurde Blumfeld lange Zeit als Intellektuellen-Band gesehen, die erst auf den letzten Veröffentlichungen einfachere Botschaften einem breiteren Publikum zugänglich machte.
Die Texte Blumfelds sind geprägt von einer Auseinandersetzung mit der gesellschaftlichen Umwelt. Im Fokus der Texte stehen oft Schwierigkeiten von Paarbeziehungen und der Mensch als Teil einer Konsumgesellschaft. Ängste, Depressionen, Unsicherheit, Orientierungslosigkeit sowie Widerstand und Protest gegen die Gesellschaft und immer wieder die Liebe als zentrales Motiv sind wichtige Begriffe in Distelmeyers Texten. Die häufig düster-melancholische Färbung ihrer Musik ließ Hörer zuweilen eine pessimistische Grundhaltung vermuten.
Zwar war es für Distelmeyer nie eine Frage, die expressiven Texte der Band in einer anderen Sprache als Deutsch zu schreiben. Einem als Vereinnahmung empfundenen Engagement für Projekte wie Quoten für deutschsprachige Musik im Radio oder die gezielte Stärkung eines „neuen deutschen Selbstbewusstseins“ durch deutschsprachige Musik hat sich die Band aber verweigert.
Nach der Auflösung erschien eine Reihe von Würdigungen. So stellte Christof Meueler in der Jungen Welt Blumfeld in eine Reihe der „großen bundesdeutschen Protestbands“ mit Ton Steine Scherben und den Fehlfarben. Die Welt würdigt Blumfeld als „eine der einflussreichsten deutschen Popbands der vergangenen Jahre“, die mit „ihrer kantigen, energischen Musik und den eigensinnigen und politischen Texten“ schnell erfolgreich wurde, sich aber auch nicht in „Schubladen […] pressen lassen“ wollte. Distelmeyer „habe mit Titeln wie „Graue Wolken“, „Diktatur der Angepassten“ oder „Krankheit als Weg“ nach Ansicht vieler Kritiker Kunstwerke [geschaffen], die weit über schnell konsumierte Popsongs hinausgehen.“ Ingar Solty bezeichnet Blumfeld im Freitag als die „Linksintellektuellen der Rockmusik in Deutschland“ und bescheinigt Distelmeyer „eine expressionistisch-dichterische Sprache, die in der Popkultur auf Dauer unerreicht bleiben wird“. Die „seichteren Klänge“ auf den Alben Old Nobody und Testament der Angst und die Hinwendung zu einem breiteren Publikum interpretiert Solty so, dass Blumfeld damit „die Verantwortung öffentlichen Denkens“ übernahm und „sich der dialogischen Pädagogik organischer Intellektueller im Sinne Gramscis“ stellten. Bertrand Klimmek meint dazu in der Jungle World, dass Blumfeld eine Ausnahmestellung innehat, weil keine andere Band noch „ernst genommen worden“ wäre, wenn sie „sich auf einmal erlaubt [hätte], Schlager zu spielen“.

## Diskografie

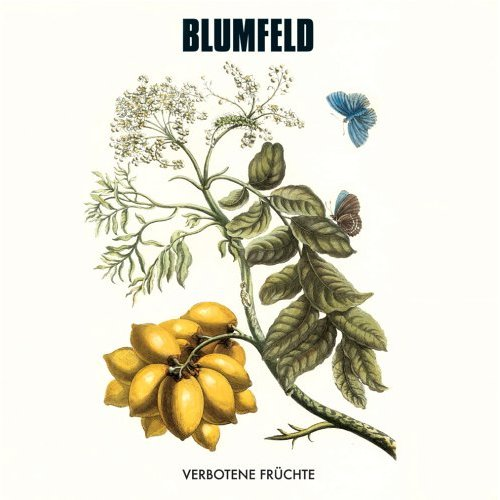
Cover des Albums Verbotene Früchte (2006), Kolorierter Kupferstich von Maria Sibylla Merian aus Metamorphosis insectorum Surinamensium (Bildtafel XIII, 1705) zeigt Rote Mombinpflaumen.

### Studioalben
| Jahr | Titel               | Höchstplatzierung, Gesamtwochen, AuszeichnungChartplatzierungen (Jahr, Titel, Platzierungen, Wochen, Auszeichnungen, Anmerkungen) | Höchstplatzierung, Gesamtwochen, AuszeichnungChartplatzierungen (Jahr, Titel, Platzierungen, Wochen, Auszeichnungen, Anmerkungen) | Höchstplatzierung, Gesamtwochen, AuszeichnungChartplatzierungen (Jahr, Titel, Platzierungen, Wochen, Auszeichnungen, Anmerkungen) | Anmerkungen                       |
| Jahr | Titel               | DE | AT | CH | Anmerkungen                       |
| ---- | ------------------- | --- | --- | --- | --------------------------------- |
| 1992 | Ich-Maschine        | — | — | — | Erstveröffentlichung: Januar 1992 |
| 1994 | L’état et moi       | DE98 (3 Wo.)DE | — | — | Erstveröffentlichung: August 1994 |
| 1999 | Old Nobody          | DE17 (8 Wo.)DE | — | — | Erstveröffentlichung: Januar 1999 |
| 2001 | Testament der Angst | DE6 (5 Wo.)DE | AT20 (5 Wo.)AT | — | Erstveröffentlichung: Mai 2001    |
| 2003 | Jenseits von Jedem  | DE7 (6 Wo.)DE | AT18 (4 Wo.)AT | CH80 (1 Wo.)CH | Erstveröffentlichung: August 2003 |
| 2006 | Verbotene Früchte   | DE21 (3 Wo.)DE | AT43 (2 Wo.)AT | — | Erstveröffentlichung: April 2006  |

### Kompilationen
- 2002: Die Welt ist schön (Wiederveröffentlichung der Singles aus den Jahren 1991 und 1992)
- 2007: Ein Lied mehr – The Anthology Archives Vol. 1 (5 CD-Box, Wiederveröffentlichung plus Bonusmaterial)

### Singles
| Jahr | Titel Album                      | Höchstplatzierung, Gesamtwochen, AuszeichnungChartplatzierungen (Jahr, Titel, Album, Platzierungen, Wochen, Auszeichnungen, Anmerkungen) | Höchstplatzierung, Gesamtwochen, AuszeichnungChartplatzierungen (Jahr, Titel, Album, Platzierungen, Wochen, Auszeichnungen, Anmerkungen) | Höchstplatzierung, Gesamtwochen, AuszeichnungChartplatzierungen (Jahr, Titel, Album, Platzierungen, Wochen, Auszeichnungen, Anmerkungen) | Anmerkungen                        |
| Jahr | Titel Album                      | DE | AT | CH | Anmerkungen                        |
| ---- | -------------------------------- | --- | --- | --- | ---------------------------------- |
| 1999 | Tausend Tränen Tief Old Nobody   | DE93 (3 Wo.)DE | — | — | Erstveröffentlichung: Februar 1999 |
| 2001 | Graue Wolken Testament der Angst | DE59 (8 Wo.)DE | — | — | Erstveröffentlichung: April 2001   |
| 2003 | Wir Sind Frei Jenseits von Jedem | DE59 (4 Wo.)DE | — | — | Erstveröffentlichung: August 2003  |
| 2006 | Tics Verbotene Früchte           | DE89 (2 Wo.)DE | — | — | Erstveröffentlichung: April 2006   |

Weitere Singles
- 1991: Ghettowelt
- 1992: Zeitlupe
- 1992: Traum:2
- 1994: Draußen auf Kaution
- 1995: Verstärker
- 1999: Status: Quo Vadis
- 2001: Die Diktatur der Angepassten
- 2001: Wellen der Liebe
- 2003: Neuer Morgen

### Videoalben
- 2007: Nackter als Nackt/Live in Berlin. – Konzertfilm, aufgenommen bei einem der Abschiedskonzerte im Berliner Postbahnhof